# Artema transcaspica
Artema transcaspica är en spindelart som beskrevs av Sergei Aleksandrovich Spassky 1934. Artema transcaspica ingår i släktet Artema och familjen dallerspindlar. Inga underarter finns listade i Catalogue of Life.